# Диксонский район
Ди́ксонский райо́н — бывший район Таймырского (Долгано-Ненецкого) автономного округа, упразднённого с 1 января 2007 года.
Муниципальный район был упразднён в 2005 году.
Административным центром района являлся посёлок городского типа Диксон.
Площадь района составляла 200 419 км².

## История
Диксонский район был образован в 1957 году путём выделения из Усть-Енисейского района. Включал единственный населённый пункт — посёлок городского типа Диксон.
По данным на 1983 год Диксонский район не имел внутреннего административно-территориального деления. В состав района входили рабочий посёлок Диксон и посёлки Мыс Челюскина, Средний, Усть-Таймыр, Усть-Тарея, Мыс Входной (посёлок) и Эклипс.
На территории района был расположен Большой Арктический государственный природный заповедник — крупнейший заповедник России и всей Евразии, он был создан постановлением Правительства России 11 мая 1993 года. Заповедник площадью 4 169 222 га охватывал территорию Арктики протяженностью 1 000 км с запада на восток, а по широте — более чем на 5° (600 км).
С 1 января 2006 года в соответствии с Законом Таймырского Долгано-Ненецкого автономного округа от 3 ноября 2004 года № 308 «Об установлении границ муниципальных образований Таймырского (Долгано-Ненецкого) автономного округа и наделении их статусом городских, сельских поселений, муниципального района» в границах существовавшего на 6 октября 2003 года муниципального образования «Диксонский район» образовано муниципальное образование «Городское поселение Диксон».
1 января 2007 года Таймырский (Долгано-Ненецкий) автономный округ был объединён с Красноярским краем, войдя в его состав как административно-территориальная единица с особым статусом Таймырский Долгано-Ненецкий район, Диксонский район был упразднён.
В ОКАТО как объект административно-территориального устройства район выделялся до 2011 года.

## Население
| 1959 | 1970 | 1979 | 1989 | 2002 | 2010 |
| ---- | ---- | ---- | ---- | ---- | ---- |
| 3470 | 3889 | 4045 | 4449 | 1198 | 590  |